# Isle of Wight (musikalbum)
Isle of Wight är ett musikalbum av Jimi Hendrix som lanserades postumt i november 1971 på skivbolaget Polydor. Skivan består av ett urval låtar från den konsert Hendrix spelade på Isle of Wight Festival i Storbritannien 30 augusti 1970, hans sista spelning i England. Till skivomslaget användes dock en bild från ett annat sammanhang, en konsert i Berlin. Konserten innehöll betydligt fler låtar än de som ursprungligen gavs ut på LP, hela konserten gavs ut under titeln Blue Wild Angel: Live at the Isle of Wight 2002. Inledningen på konserten där Hendrix spelar en improviserad version av God Save the Queen utgavs på ett annat officiellt livealbum, Hendrix in the West som lanserades kort efter Isle of Wight.

## Låtlista
1. "Midnight Lightning" - 6:23
2. "Foxy Lady" - 3:29
3. "Lover Man" - 2:58
4. "Freedom" - 4:36
5. "All Along the Watchtower" - 5:39
6. "In from the Storm" - 6:14

## Medverkande musiker
- Jimi Hendrix - gitarr, sång
- Mitch Mitchell - trummor
- Billy Cox - elbas

## Listplaceringar
- UK Albums Chart, Storbritannien: #17[1]
- VG-lista, Norge: #26[2]
- Kvällstoppen, Sverige: #8[3]